# Live from the Atlantic Studios
A Live from the Atlantic Studios az ausztrál AC/DC együttes koncertalbuma, amely a Bonfire box set részeként jelent meg 1997-ben. Az élő felvételt 20 évvel korábban, 1977. december 7-én, az Atlantic Recording Studiosban készítették.
A kis létszámú közönség előtt adott különleges koncert kedvéért a zenekar megszakította a Let There Be Rock album amerikai turnéját, és New Yorkba repültek. A koncertet élőben közvetítette egy philadelphiai rádióállomás (W1OQ). A koncertanyag hivatalosan nem került kereskedelmi forgalomba, de a különböző rádióállomásoknak kiküldött promóciós példányokból rengeteg másolat készült, és mielőtt 1997-ben a Bonfire box set részeként meg nem jelent, ez a felvétel a rajongók egyik kedvenc bootlegje volt. Az eredeti anyagot Jim Douglass keverte meg rögtön a koncert után. Az 1997-es kiadáshoz George Young újrakeverte a teljes felvételt.

## Az album dalai
1. Live Wire – 5:46
2. Problem Child – 4:24
3. High Voltage – 5:40
4. Hell Ain't a Bad Place to Be – 3:57
5. Dog Eat Dog – 4:13
6. The Jack – 8:02
7. Whole Lotta Rosie – 5:08
8. Rocker – 5:57

## Közreműködők
- Bon Scott – ének
- Angus Young – szólógitár
- Malcolm Young – ritmusgitár
- Cliff Williams – basszusgitár
- Phil Rudd – dob

## Külső hivatkozások
- Bonfire – AC-DC.net
- Murray Enleheart, Arnaud Durieux: AC/DC Maximum Rock & Roll ISBN 978-963-87481-1-9 ShowTime Budapest, 2007 (magyarul)